# NGC 7743
NGC 7743 est une galaxie lenticulaire barrée située dans la constellation de Pégase. Sa vitesse par rapport au fond diffus cosmologique est de 1 330 ± 26 km/s, ce qui correspond à une distance de Hubble de 19,6 ± 1,4 Mpc (∼63,9 millions d'al). NGC 7743 a été découverte par l'astronome germano-britannique William Herschel en 1784.
NGC 7743 présente une large raie HI et est aussi une galaxie active de type Seyfert 2. Elle forme aussi une paire de galaxies avec NGC 7742 (UGC 12760).
À ce jour, quatre mesures non basées sur le décalage vers le rouge (redshift) donnent une distance de 21,150 ± 2,258 Mpc (∼69 millions d'al), ce qui est à l'intérieur des valeurs de la distance de Hubble.

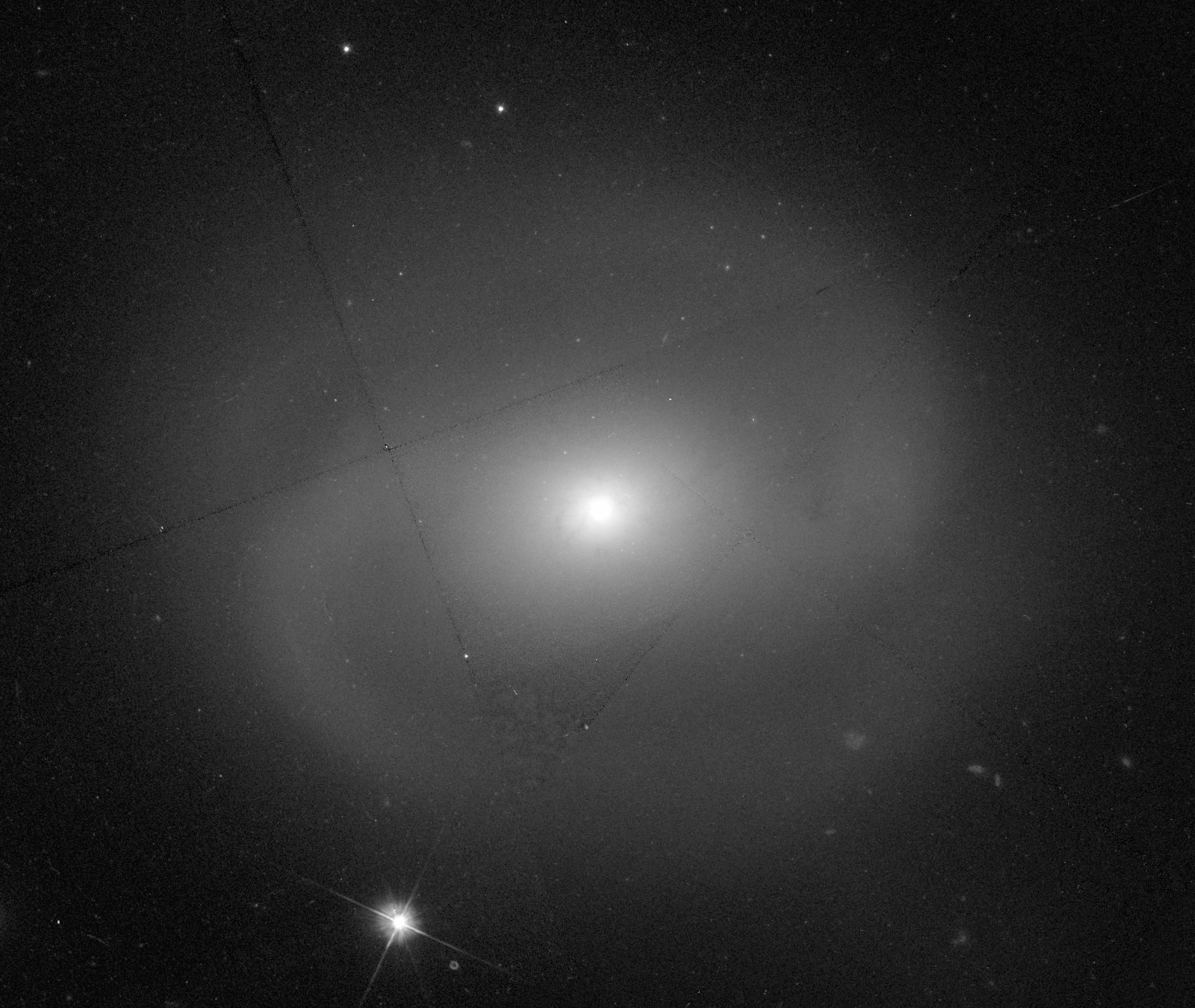
NGC 7743 par le télescope spatial Hubble.